# Megaselia subobscurata
Megaselia subobscurata är en tvåvingeart som först beskrevs av Malloch 1912.  Megaselia subobscurata ingår i släktet Megaselia och familjen puckelflugor. Inga underarter finns listade i Catalogue of Life.